# V&L Handbal Geleen
 (juillet 2023).
Si vous disposez d'ouvrages ou d'articles de référence ou si vous connaissez des sites web de qualité traitant du thème abordé ici, merci de compléter l'article en donnant les références utiles à sa vérifiabilité et en les liant à la section « Notes et références ».
Maillots
Le V&L Handbal Geleen est un ancien club de handball situé à Geleen aux Pays-Bas. Fondé en 1949, le club possédait une équipe masculine et une équipe féminine qui étaient parmi les équipes les plus performantes de l'élite néerlandaise à compter des années 1980.
En 2008, le club fusionne avec le HV Sittardia et le Beekse Fusie Club pour former le Limburg Lions.

## Palmarès

### Section masculine
- Championnat des Pays-Bas
  - Vainqueur (6) : 1982, 1983, 1984, 1986, 2002
  - Deuxième (7) : 1968, 1970, 1985, 1989, 1991, 1996, 1998
- Coupe des Pays-Bas
  - Vainqueur (3) : 1983, 1985, 1994
  - Finaliste (8) : 1980, 1981, 1988, 1989, 1990, 1995, 1998, 2003
- Supercoupe des Pays-Bas
  - Finaliste (2) : 1994, 2002

### Section féminine
- Championnat des Pays-Bas
  - Vainqueur (2) : 1987, 1990
  - Deuxième (3) : 2004, 2005, 2007
- Coupe des Pays-Bas
  - Finaliste (7) : 1986, 1988, 1991, 1992, 1993, 2004, 2008
- Supercoupe des Pays-Bas
  - Finaliste (2) : 1992, 1993